# Pneumocistosi
La pneumònia per Pneumocystis (PCP) o pneumocistosi és una forma de pneumònia causada peL fong Pneumocystis jirovecii, que té aspecte de llevat (abans s'havia cregut erròniament que era un protozou). Aquest patogen és específic dels humans; no s'ha vist que infecti altres animals, i en canvi altres espècies de Pneumocystis que han parasitat altres animals no s'ha vist que infectessin els humans.

## Etiologia
Pneumocystis es troba en els pulmons de gent sana, però una pot causar una infecció a persones amb la immunodeficiència, essent una infecció oportunista. La pneumocistosi s'observa especialment en gent amb càncer,SIDA i en individus que utilitzen medicaments que deprimeixen el sistema immunitari.
L'agent causal es coneix com a P. jirovecii que també té un altre nom més antic: Pneumocystis carinii, (aplicat ara només a altres animals), que encara s'utilitza.

## Epidemiologia
La malaltia és relativament rara en gent amb un sistema immunitari normal però és comuna quan aquest està afeblit com pot passar en nens prematurs o severament malnodrits i principalment en afectats pel VIH. La PCP també afecta a persones que prenen medicaments immunosupressors, trasplantat d'òrgans i després de la cirurgia.
L'agent causal del PCP està distribuït a tot el món excepte l'Antàrtida. Més del 75% dels nens són seropositius a l'edat de 4 anys, el que suggereix una alta exposició a fons per a l'organisme. Un estudi post-mortem realitzat a Xile en 96 persones que van morir de causes no relacionades (suïcidi, accidents de trànsit, etc.) va trobar que 65 (68%) d'ells tenien Pneumocystis en els seus pulmons, el que suggereix que la pneumocistosi asimptomàtica és extremadament comú.
Pneumocystis jirovecii va ser descrit com una rara causa de pneumònia en nadons. Segurament és un organisme comensal (depèn dels humans per a sobreviure). Sembla que també es transmet de persona a persona.

### PCP i SIDA
Des de l'inici de l'epidèmia de SIDA la PCP n'ha estat associada.

## Símptomes
Els símptomes de la PCP inclouen febre, tos no productiva, respiració curta, pèrdua de pes i suors nocturnes. Només en casos minoritaris el fong pot envair altres òrgans.

Pneumocystis (carinii) jiroveci